# نيك أحمد
نيك أحمد (بالإنجليزية: Nick Ahmed)‏ هو لاعب كرة قاعدة أمريكي، ولد في 15 مارس 1990 في إيست لونغميدو في الولايات المتحدة.

## وصلات خارجية
- نيك أحمد على موقع دوري كرة القاعدة الرئيسي (الإنجليزية)
- نيك أحمد على موقعبيزبول رفرنس.كوم (الدوري الرئيسي) (الإنجليزية)
- نيك أحمد على موقعبيزبول رفرنس.كوم (الدوري الثانوي) (الإنجليزية)
- نيك أحمد على موقع إي إس بي إن.كوم (أم.أل.بي) (الإنجليزية)
- نيك أحمد على موقع مشجعي الرسوم البيانية (الإنجليزية)